# 泉房穂
泉 房穂（いずみ ふさほ、1963年〈昭和38年〉8月19日 - ）は、日本の政治家、弁護士、社会福祉士、コメンテーター、タレント。参議院議員（1期）。
明石市長（3期）、衆議院議員（1期）等を歴任した。

## 来歴
兵庫県明石市二見町生まれ。生家は代々蛸漁師をしていた。幼少期から「貧乏と差別」という二つの理不尽を感じていた。父親は小学校を出て漁師になり、母親も中卒で就職し、父親は懸命に働いているにもかかわらず家庭は貧困で、本人曰く“貧乏漁師”の家庭であったという。
4歳下の弟はチアノーゼで生まれ、一生立てないだろうと宣告された。しかし、家族全員の協力のもと、弟は4~5歳で立てるようになり、その後自立できた。弟は人柄は良いにもかかわらず、足の障害があるため差別を受け、地元の学校ではなく、自宅から遠い他の学校に行くように言われた。当時の兵庫県知事は金井元彦で優生保護法の推進第一人者であり、兵庫県庁にその部署まで作り「障害のあるものはこの世から抹殺する」ということを方針に掲げ「障害を持ち生まれそうだったら、殺してしまえ」という運動を全国の先頭を切って行った知事であった。この政策のため、障害者であった弟は危うく殺されそうになったと泉は考えている。
この当時から、「何かが間違っている」という感覚を持った。具体的には、「困ったときはお互いさまのほうがみんなにとってハッピーなのに、多くの人がそう思っていない社会の在り方」に違和感を感じていた。10歳の時に「この冷たい社会を何とかしたい。障害があろうが頑張ればなんとかなる社会にしたい。皆で支えあえる社会にしたい」と痛切に感じ、自分が賢くなり、こんな仕打ちや理不尽な思いをする人をなくしたいと考え、弱い者のために一生を捧げようと、政治家になることを決意した。そのために、親戚中にも大学進学をした者はいない家庭環境の中、猛勉強した。塾にもいかず家庭教師もなく、参考書も買えないほど貧困であったため、本屋で参考書を立ち読みするなどして、東京大学に現役合格している。「困っている人を助けるために勉強しているため負けるわけにはいかない」というのが当時の思いでの受験勉強であったため、強かったのだと回想している。
明石市立二見小学校、明石市立二見中学校、兵庫県立明石西高等学校卒業。高校時代は生徒会長を務めた。1982年、東京大学文科二類に入学。東大在学中は駒場寮の寮委員長を務めていた。1年留年し、1987年に同大学教育学科教育哲学・教育史コース卒業。同年、日本放送協会（NHK）に入局
。入社時に、「日本から貧困と差別をなくすためにNHKに入りました」と書いた紙を食堂に貼った。すぐにはがされたが、明石市長時代の施策が子どもに寄り添い、少数派の人々にも光を当てるものであったことは、泉自身の幼児期からの強い思いが大きく影響している。他の地方自治体に先駆けて子育て支援策など福祉政策の拡充を図った。「優しい社会を明石から」の信念を持ち、市政にあたったが、その背景にはこの幼少期の「貧乏と差別」という二つの理不尽があると、ことあるごとに語った。「優しい社会」を作ることを目指した結果、明石市の人口も税収も増やすことに成功した。
NHKを退職後、テレビ朝日契約社員として「朝まで生テレビ!」「ニュースステーション」の制作・取材に関わる。その後、石井紘基の著書『つながればパワー 政治改革への私の直言』を読み、序章の「日本ペレストロイカの提唱」で、崩壊寸前のソ連でのペレストロイカを引いて、「日本では、ペレストロイカは必要がないのか、日本では官僚支配がないのか、一部の特権階層だけが甘い汁を吸っていることはないのか」と、ソ連と日本の「政治構造の相似性」について指摘する内容に感動し、手紙を送り面会し、すぐにテレビ局を退職し、石井の秘書となった。石井は2002年に暗殺されたが、泉は、現在でも「私にとって恩師であり、正義の人だった」と石井を絶賛している。
その後、司法試験に合格。司法修習（49期、1995年修習開始）の同期に橋下徹元大阪市長がいる。その後、神戸市や明石市で弁護士事務所を開設。

### 衆議院議員
2003年、第43回衆議院議員総選挙に民主党公認で兵庫県第2区から出馬。選挙区では公明党の赤羽一嘉に敗れたが、重複立候補していた比例近畿ブロックで復活し、初当選を果たした。
2005年の第44回衆議院議員総選挙でも兵庫県第2区から民主党公認で出馬したが、再び赤羽一嘉に敗れ、比例復活もならず落選。
その後、明石市内の弁護士事務所にて、弁護士としての業務を再開する。2007年に社会福祉士の資格を取得した。

### 明石市長

#### 市長選挙
2010年12月17日、明石市議会の問責決議を受けた北口寛人市長は議会答弁で翌年の市長選への不出馬を表明した。
2011年1月23日、福祉団体で構成する「21世紀型の福祉のまち明石を実現する会」は、泉に任期満了に伴う市長選挙への立候補を要請。同年2月3日、市議会の4つの会派「新政会」（7人）、「公明党」（6人）、「民主連合」（3人）、「清風会」（3人）は兵庫県東播磨県民局長の宮野敏明に立候補を要請した。2月26日、泉は正式に出馬表明した。そして事務所を同市天文町2丁目に構えた。
同年4月24日執行の明石市長選挙に無所属で立候補。民主党・自民党の推薦と井戸敏三兵庫県知事の支援を受けた宮野を69票差の接戦の末破り、初当選した。宮野の応援演説に告示後4回入った井戸は「推薦団体を足してみればもっと楽にいくと思っていた。明石のことはよくわからない」とコメントした。同年5月1日、市長就任。
※当日有権者数：234,293人 最終投票率：47.64%（前回比：pts）
| 候補者名 | 年齢 | 所属党派 | 新旧別 | 得票数   | 得票率 | 推薦・支持             |
| -------- | ---- | -------- | ------ | -------- | ------ | ---------------------- |
| 泉房穂   | 47   | 無所属   | 新     | 54,062票 | 50.03% |                        |
| 宮野敏明 | 59   | 無所属   | 新     | 53,993票 | 49.97% | （推薦）民主党・自民党 |

2015年4月26日執行の明石市長選にて、自民党推薦で元県議の榎本和夫、出版社経営者増田幸美の2候補を破り再選。
※当日有権者数：236,435人 最終投票率：45.50%（前回比：2.14pts）
| 候補者名 | 年齢 | 所属党派 | 新旧別 | 得票数   | 得票率 | 推薦・支持     |
| -------- | ---- | -------- | ------ | -------- | ------ | -------------- |
| 泉房穂   | 51   | 無所属   | 現     | 51,000票 | 48.74% |                |
| 榎本和夫 | 58   | 無所属   | 新     | 30,494票 | 29.14% | （推薦）自民党 |
| 増田幸美 | 53   | 無所属   | 新     | 23,143票 | 22.12% |                |

任期満了に伴う市長選（2019年4月21日実施）へ3選を目指して出馬を表明していたが、2019年1月28日に後述の不祥事が報道で明らかとなった。2月1日、責任を取る形で辞職を表明。同年2月2日に明石市議会の臨時本会議により全会一致で辞職が承認された。
2019年3月17日執行の出直し選挙にて、元市長で前県議の北口寛人、共産党の公認を受けた元県議の新町美千代の2人を圧勝で破り、3回目の当選を果たした。
※当日有権者数：247,930人 最終投票率：46.84%（前回比：1.34pts）
| 候補者名   | 年齢 | 所属党派   | 新旧別 | 得票数   | 得票率 | 推薦・支持 |
| ---------- | ---- | ---------- | ------ | -------- | ------ | ---------- |
| 泉房穂     | 55   | 無所属     | 前     | 80,795票 | 70.44% |            |
| 北口寛人   | 53   | 無所属     | 元     | 26,580票 | 23.17% |            |
| 新町美千代 | 71   | 日本共産党 | 新     | 7,321票  | 6.38%  |            |

2019年4月14日、任期満了に伴い第19回統一地方選挙の明石市長選挙に出馬。他に立候補者がいなかったため無投票で4選。
2022年10月12日、市議会で後述の不祥事に関する問責決議案が可決されたのち、次期市長選挙をはじめとする各選挙への立候補をせず、政治家を引退する意向を示した。なお、「政治と関わるつもりはある」とし、「明石もそのほかも含めてしっかりと（中略）政治を良くしていきたいというような（思いは）変わっていない」と市議会後の記者会見で述べた。
同年11月10日、翌年の第20回統一地方選挙に向けて11月中にも明石市を拠点とする地域政党を設立し、代表に就任すると明らかにした。同年、政治団体「明石市民の会」を設立。
2023年4月23日執行の明石市長選挙にて、泉の後継指名を受けた元市議の丸谷聡子が自民、公明の推薦を受けた元市議の林健太らにダブルスコア以上の票差で圧勝。同日執行の市議選においても泉が擁立した新人5人全員が当選した。選挙後、泉は4月末を区切りとして明石市民の会を解散すると明らかにした。

#### 手法と実績
「優しい社会を明石から」のスローガンを掲げ、他の地方自治体に先駆けて、子育て支援策など福祉政策の拡充を図った。3期12年間に人口と税収を増やした。この間、市民や国民の生活が当初予想より悪化し、特に子育て世帯において顕著となった。そのため子育て支援を充実させたことで、明石への転入者が増え、想定を上回る人口増加となった。10年連続で人口は増えたが、周囲の自治体がもっと早く明石同様に子育て支援を充実させていれば、明石だけが増えることにはならなかったと考えている。また、周囲の自治体が明石のまねをせず動かなかったことは予想外で、ようやく2021年あたりから変わりはじめ、2022年後半から一気に変化したと泉は感じている。子ども医療費の完全無料化を実行し、明石市は2013年に中学生まで、2021年に18歳まで対象を拡大した。その後、兵庫県下の13の自治体が導入をした。明石の子育て支援については、他の市町からも問い合わせを受けるようになった。12年のうち最初の5、6年は、誰からも評価されなかった。その後、市民が評価をする時代が到来。2019年にに暴言が原因で辞職した時には、市民から辞任を撤回するよう署名が集まった。さらに、選挙では圧倒的な支持で再当選。この一件で、「暴言を吐くような人が、なぜ市民から請われて再出馬して、圧勝までするのか」と全国的な関心を集め、その結果、明石市がさまざまな施策を講じていることに周囲が気づき始めた。兵庫県では、2020年以降、選挙で明石の子ども施策を真似た公約が増え、国もその後、児童手当の所得制限撤廃に言及し始めるなど、2022年後半からは大きく状況が変わり始めた。2021年12月にTwitterを開始以降は、さらに注目を集め、各政党の党首や政令市の市長も泉の発言を注目するようになった。その後、兵庫県では子ども医療費の完全無料化は、10を超える自治体で実施されたほか、東京都でも高校生の児童手当支給が実現されるなど全国的な広がりを見せた。明石市では泉市長時代に人口を5％に当たる15,000‐16,000人増やし、日本の平均1.26である出生率を明石市では1.70にまで引き上げた。また、『関西住みたいまちランキング』では泉が市長になる前はランク外だったが、ランキングが急上昇し、明石市民が自信を深めたという。泉は「政治は未来であり、可能性である」と考えているので「政治家が仕事をすれば、町や社会は変えられる」と考えている。
福祉に注力しても、財政を圧迫しない手法を講じた。欧州などの先進事例を参考に、市長になる前に基本的に政策の内容を決め、政治主導で金のやりくりをして、必要なところに必要な金を回し、支出の時期をずらすなどして、しわ寄せのない形で整理して着地させる手法をとった。インセンティブがなければ人は動かないと考え、フランスの手法を参考にした。フランスでは、3人目の子どもを産んだら女性の年金を増やし、家族が5人になれば遊園地が無料になる。3人目を産んでもらう施策だが、日本の場合2人目からの施策が必要だと考えた。2016年9月には第2子以降の保育料無料化を講じた。その他、グローバルスタンダードの施策を次々と実施した。こうした、子育て支援の政策に対し、高齢者、商店街、建設業界などからは強い反発が出たが、子育て層が増えれば、民間需要も増えると一蹴した。
最初の数年は大きな効果は表れなかったが、次第に子育て層が明石でお金を落とし始めた。医療費や保育料の無料化に加え、明石駅前に図書館など子供向けの無料の施設を造り、まちの変化を市民の目に見える形にしたことも手伝い、地域経済が回り始めた。中流層を狙った、ファミリー向けの飲食店などの新店ラッシュも起き、子ども施策に所得制限を設けない明石市に、他都市では恩恵の受けられない中流層も集まり始めた。子育て世代の転入が増え、集合住宅、戸建てともに建設ラッシュが起こり、建設業界も潤い始めた。人口増により、高齢者施策も充実し、2019年からは高齢者のコミュニティーバスの乗車無料化が実現。認知症の診断費用、ショートステイの1泊無料化などが実行された。これらは、泉が国がいずれ同じ施策を講じてくると見越して、明石市で先に実現したものである。2022年の18歳までを対象に児童手当5000円支給、2016年の第2子以降の保育料無料化も、同様に国の背策を先回りしたものだと泉は説明している。明石市では日本初となる養育費の立て替えも始めた。2022年12月には、市の審議会において男性、女性どちらかの占める割合が4割を下回らないという条例を制定。あわせて、障害者が1割以上を占めるようにした。これは内戦が続いたことで、最先端の憲法が制定されたルワンダを参考にしたものである。
泉は、地球全体を見ること、我がまちの市民の声を聞くことの二つを信条としており、世界の成功事例を市民の声に合わせてアレンジするべき。他の自治体は国、霞が関の顔色ばかりをうかがっているから間違ってしまうと発言している。

### 明石市長退任後
明石市長退任後、泉は2023年7月の兵庫県三田市市長選挙、9月の岩手県知事選挙と東京都立川市市長選挙、10月の埼玉県所沢市市長選挙でいずれも非自民候補を応援し、当選に導いた。11月30日、泉はX（旧twitter）上で「自分としては、『所沢市長選での勝利』をもって、いったん区切りとの思いで、その後の依頼はすべてお断りしている」と記し、同年12月の江東区長選挙や、翌年の京都市長選では特定候補の応援をしない意向を表明。「次は『国政そのもの』をどうするかの段階だと思っています」とも記し、国政への再進出に含みを持たせた。
2024年、文化人扱いでホリプロと所属契約を結び、コメンテーターやタレントとして活動することが自らのX（Twitter）で公表された。
2025年3月、同年夏に執行される第27回参議院議員通常選挙に、兵庫県選挙区（改選数3名）から立候補する意向が報道された。無所属で立憲民主党兵庫県連・国民民主党兵庫県連・連合兵庫が支援するとみられていた。しかし同月28日、国民民主党代表の玉木雄一郎は「先日の出馬会見を拝見し、あまりにも公党に対する敬意を欠いたものだった」として、県連推薦をとりやめ、独自候補擁立を目指す考えを示した。泉は24日の記者会見で立候補を表明した際、「政党からの公認は受けない。どの政党からでも支援を受けたい」とする一方、「魅力的な政党がない」と発言した。翌25日、Xで「魅力的な政党はあり、熱心に応援なさっている方々もいる中、極めて不適切な表現でした」と謝罪し、前日の発言を撤回した。
2025年7月20日、参議院選挙において当選。同月29日、参院会派「立憲民主・社民・無所属」に入会。

## 政策・主張
衆議院議員
- 犯罪被害者基本法や高齢者虐待防止法、無年金障害者救済法の成立、介護保険法の改正に取り組んだ。

明石市長
- 中学生までのこども医療費の無料化[37]、犯罪被害者等支援条例、離婚後のこども養育支援、法テラス窓口を市役所内に全国で初めて設置した[38]ほか、特色ある施策を進めた。減少傾向にあった明石市人口が、2013年より増加に転じている[39]。2015年3月全国で初めて「手話言語・障害者コミュニケーション条例」[40]を制定。
- 「障害者に対する配慮を促進し誰もが安心して暮らせる共生のまちづくり条例」[41]の制定、知的・精神障がい者など門戸を広げた市職員の採用試験を実施した[42]、無戸籍者に対するサポート事業[43]、第二子以降の保育料無料化[44]、離婚後のこども養育支援（養育費や面会交流についての取り決め）などの施策を行った[45]。
- LGBTなど性的少数者のカップルを公的に認める「パートナーシップ制度」を、2020年度に導入する方針を明らかにした[46]。
- 中学校給食を所得にかかわらず完全無償化[47]。
- 性的少数者（LGBTなど）のカップルを婚姻相当とし、その子供との親子関係も自治体として認める「明石市パートナーシップ・ファミリーシップ制度」を導入[48][49]。
- 遊泳者安全区域や危険行為への罰則を明記した「明石市水上オートバイ等の安全な利用の促進に関する条例」を施行[50][51]。特に罰則は、罰金では不十分とし、市独自に懲役刑を新設。遊泳者安全区域への乗り入れ及び遊泳者安全区域での危険行為（遊泳者の近くで危険を生じさせるおそれのある速力での航行や急回転、ジグザグ航行など）を行った者に対して、6月以下の懲役または50万円以下の罰金を科すとしている。
- 「明石市旧優生保護法被害者等の尊厳回復及び支援に関する条例」の施行[52][53][54]。

大阪万博をめぐる松井一郎への批判
- 泉は自身のX（旧ツイッター）で、元大阪市長で元日本維新の会の議員であった松井一郎が大阪万博誘致のために酒席で当時の安倍首相に酒をついで安倍の同意を得ることに成功したことを自慢げに語ってきたとし、大金をかけて万博を行う意味を問いかけていたところ、松井は万博自体の意味の他にも酒席についても反応、「いつ酒席で誘致自慢したの？」「貴方と会った事もありません」と反論してきた。泉は、松井と障害者関連イベントで会い名刺交換・話もしたと指摘、さらに「安倍さんのおちょこにお酒を注ぎ倒して実現したと橋下徹氏は回顧し、吉村氏も“おちょこ事件”と表現している」と応じた。松井は安倍総理らとは毎年忘年会を開催していた、意見交換する中で万博誘致の話もしたとして、それがなぜ酒席自慢になるのかと主張する一方で、会っていたことは忘れていたとして認めた[55]。雑誌『紙の爆弾』2024年1月号は、松井一郎が自著『政治家の喧嘩力』で、自身が安倍に酒をつぎながら万博誘致の持論を一生懸命語ったところ安倍も同意しその場で隣にいた菅官房長官（当時）に声をかけて万博誘致が始まったと自ら書いていることを指摘、「酒席で誘致自慢」の話の方も泉房穂が正しいとした[56]。
- さらに泉は、松井一郎の6年前のツイッター投稿の画面を添付し、そこでは「万博が誘致出来れば、その経済効果は6兆円以上」と記されていたが、最近の報道では、経済効果は2兆円台としていることを指摘し、どうなっているのかと批判した[57]。

## 人物
4つ違いで生まれた弟に障害があり、両親は運動して障害児施設をつくった。小学生の頃はよくそこで一緒に遊んでいた。障害のある子どもたちの中で育ったこともあり、「困っている人の力になりたい」と幼い頃から思っていたという。家族構成は妻・長女・長男。
大学時代は、学生寮の委員長を務めていた関係で寮費の値上げや学生寮廃止の阻止運動を主導。泉に共鳴する学生らと授業のボイコットなどで大学側に対抗したが、学内の混乱を招いた責任を取り、退学届けを学部長に提出したという。その後、東京から明石に帰っていたところ、学部長から「“君の出した退学届は受理せずに預ってるから帰って来なさい”」と電話で言われ、東京に戻り大学に復帰した。東京に戻ってからは、1年の留年を経て、無事卒業。当時の学部長には「ありがたい話ですね」と感謝を述べた。
前述の通り、2024年からホリプロに所属した上で、コメンテーターやタレントとして活動しているが、X（旧ツイッター）上に投稿された「ホリプロ所属すると泉さん、大人しくなるのかな」という投稿に対して、自身のアカウント上で次のように明言している。

### 斎藤元彦との関係
斎藤元彦は泉との対話の中で、自分の名前を付けたのが祖父で、その祖父の応援していた時の知事が金井元彦知事だったこと、祖父は金井に了承を取り、斎藤に「元彦」と名付けたことを明かし、「自分は知事の名前が付いているんだ。だから知事をやるんだ」と泉に向かって言い切った。これを聞いた泉は、大人の言うことではないと驚き、目が点になった。泉は斎藤に知事になって何をするのかを問うたところ、全く答えられず興味すらない風に見えたという。泉によれば金井知事は、優生保護法の推進第一人者で、兵庫県庁にその部署まで作り「障害のあるものはこの世から抹殺する」ということを方針に掲げ「障害を持ち生まれそうだったら、殺してしまえ」という運動を全国の先頭を切って行った知事であった。このため、障害者であった泉の弟も危うく殺されそうになったという。
その後、泉は斎藤に関し多くのコメントをメディアに提供している。出馬を見据え、有力者への顔の売り込みに際しては「とにかく、知事になりたい」の一点張りで、知事になってどうするのか、何がしたいのかを全く説明しない状況であった。当時明石市長であった泉は当時を振り返り、「ポストばかりに強い関心があり、正直驚いた」と発言。また、9月11日のフジテレビ系「めざまし8」では、明石市長時代から知る兵庫県の斎藤についての印象や日本維新の会が辞職するよう説得したことへの見解を述べてたが、「市長で2年間ご一緒したが、知事選に出る前もお会いした。なぜ知事に立候補するのかと聞いた時に、政策面や何をしたいということはなかった方だった。知事になりたいという強い気持ちは伝わった。知事になりたい方という印象は持っている。ポストに対する強い意志を感じた」などと印象を語った。
2024年9月12日には、不信任決議による知事の失職が見えてきたこともあり、次の知事に関する動きも水面下で加速してきているとの認識を示し「中央省庁の官僚」や「現職市長」の名前も出ているというが、「ハッキリ言って私はNOだ。今度こそ、『県民目線の知事』をつくる必要があると私は思っている」と発言した。
9月19日に兵庫県議会において斎藤に対する不信任決議が県議86人の全会一致で可決され、9月30日、斎藤が地方自治法の規定により失職。この失職により11月18日に兵庫県知事選挙が実施された。選挙同日に放送されたフジテレビのMr.サンデーに泉が生出演し、番組内で斎藤との中継に際には斎藤に対し「まず当選おめでとうございます。加えてお詫びです」「私、一面的な見方でかなり厳しいトーンでこの間対応してきたことに尽きまして、今回民意を見て私も反省するところが多く、お詫び申し上げたいと思います」と謝罪し「民意を得られたのですから、しっかりと県民のために頑張っていただきたいと思います」とコメント。さらに、「オールドメディア、テレビを含むマスコミへの不信感がすっごい根強いと思います。ただ、SNSだって本当かどうかも分からないんですけど、その中で取捨選択しながら判断していて。どちらかというよりも、テレビよりもSNSを信用する方が増えてきている」とも述べた。

## 不祥事

### 国道2号拡幅工事に伴うパワハラ発言
2017年6月14日、明石駅付近の国道2号の拡幅工事に必要な立ち退きに関し、土地買収交渉における進捗の停滞に業を煮やしたあまり、担当職員に対して「火付けて捕まってこいおまえ。燃やしてまえ。損害賠償を個人で負え」、「おまえら1人ずつ1千万円出せ。自分の家売れ。その金で払うたれ」などと暴言を吐いていた。これは交差点付近に残ったたった一棟の雑居ビルが市よりの立ち退きの要請に応じず、そのいわくつきの面倒な立ち退き交渉を担当の市職員を嫌がり、在任中は手を付けず問題を先延ばしにして一向に道路が開通しない状況に業を煮やしての発言であった。
さらに、死亡事故が発生したことを機に市が国から委託を受けて立ち退き交渉を始めることとなったことに触れ、泉は「後回しにしてどないすんねん、一番しんどい仕事からせえよ。市民の安全のためやないか。言いたいのはそれや。そのためにしんどい仕事するんや、役所は」と発言していた。
2019年1月になって当時の録音データが報道機関に渡ったため、泉は謝罪会見を行い、「早く交渉しろというつもりだった。怒りに任せた発言でパワハラだった」と釈明した。しかし、会見後2日間に市に寄せられた1,200件の意見のうち、6割が市長に批判的であった一方、市長を擁護するものもあり、中には3ヶ月後の市長選挙を控えた中で1年半前の事案が発覚したことへの違和感を訴えるものもあった。
2019年2月1日、泉はこの件の責任を取るとして辞職を表明すると共に明石市議会議長に2月2日付の辞職願を提出し、2月2日に明石市議会による辞職同意の議決が全会一致でなされ、同日付で辞職した（泉はこの辞職同意の臨時本会議に「一身上の都合」を理由に欠席）。
辞職後は出直し市長選挙への対応を明らかにしていなかったが、3月3日、市民団体が、3月17日執行の出直し市長選挙への立候補を求める約5千人分の署名を泉に手渡した。3月5日、新聞の取材に対し「政治家として必要としてくれる市民の期待に応えたい。暴言問題は有権者の判断を仰ぎたい」と述べ、市長選に立候補する意向を固める。
2019年3月17日執行の出直し選挙にて、元市長で前県議の北口寛人、共産党の公認を受けた元県議の新町美千代の2人を圧勝で破り、3回目の当選を果たした。なお、任期は2015年の前回市長選挙当選からの残任期間である2019年4月30日までであるために日を置かずに選挙となり、4月14日告示と同時に泉以外の立候補者がいないことで「4選」することとなった。
出直し選後の3月22日に行われた明石市議会本会議において、辞職の原因となった暴言を含む一連の暴言問題について緊急質問が行われ、質問に挙げられた一部の暴挙について泉自身は記憶していないとしたものの、たびたび関係者に暴言を吐いていたことや、激昂して備品を破壊したことを認めて陳謝した。

### 「東播磨ちゃん」動画配信にクレーム
2018年、兵庫県の出先機関である県東播磨県民局が制作した、神戸、姫路、東播磨の各地域をそれぞれ架空の女性アイドルグループ「HYOGO」のメンバーに見立て、センターながらも地味で目立たない「東播磨ちゃん」（演・小西はる）が登場するPR動画が同年3月26日から配信されたことに対し、同年4月20日、東播磨県民局の四海達也局長に電話をし、「PR動画について市民から批判の声が寄せられている」とした上で「明石市は積極的にプロモーションを展開しており、今や日の出の勢い。そんな明石を自虐ネタの対象にするのはおかしい。明石は、加古川市や高砂市とは違う」と猛烈な抗議をし、動画配信の停止を要求、その日のうちに配信が停止されたものの、今度は泉市長の発言に対して名指しされた形の加古川市長の岡田康裕が自身のフェイスブックで「明石市は周辺市と露骨な形で比較し、自市がより優れているように見せる手法で広報活動を展開してきた。非常に腹立たしい」と痛烈に批判、東播磨の他自治体も明石市には同調せず、さらに「東播磨のPRを自ら潰す明石市」「明石市は東播磨ではなく西神戸とでも思っているのだろう」「笑って見過ごせない感性こそが『東播磨ちゃん』」「器が小さい」など市長の姿勢への批判も寄せられたため、結局同年5月2日から動画配信が再開されるという騒動があった。

### 「議員辞めろ」発言
2020年1月13日昼、地域住民ら約85人が出席した小学校区の新年会で、約15人がいたテーブル席に着席。2001年の明石歩道橋事故後、中止されている「明石市民まつり」の再開などを巡って自民党系会派に所属する市議会議員の石井宏法と口論になった。その場で石井に「もう議員辞めてまえ」という暴言を2回浴びせた。泉はこの時飲酒していた。「はっきりとは覚えていないが感情的になってしまい、不適切だった」と発言を認め、石井にはその場で謝罪し、発言を撤回した。

### 「全国豊かな海づくり大会」プレイベントにおける発言
2021年10月18日、兵庫県は、県や漁業団体でつくる実行委員会などが主催し、同月17日に明石市で開催された「全国豊かな海づくり大会兵庫大会」プレイベントにおいて、泉市長が司会の女性アナウンサーに「市の税金も入っているイベントなのに明石のPRが少な過ぎる」と不満をぶつけ、進行方法について「全体的に間延びしている。なぜ、臨機応変につなぎのコメントを入れないのか」と苦言を呈した上、その後駆け付けたイベント運営業者に「知事に言って業者を替えてやる」と言って恫喝したとし、「不安感を必要以上に煽る非人道的な行為だ」と非難する抗議文書を明石市に持参した。県の担当者は「改善に向けた検討は必要だが、実行委事務局に伝えるべきだ。大会を成功させるためにも、市長は善処してほしい」と話した。一方、泉市長は取材に対し、「声はもともと大きいが普通の口調で言った」と主張、イベント運営業者への発言については「そんなことは言っていない」と否定した。また、現場に居合わせた明石市議会議員の辻本達也が、暴言には当たらないとの見解を示した。

### 川崎重工業の課税データをTwitterに投稿
2022年2月12日、自らのTwitterアカウントに川崎重工業の法人市民税額を投稿した。内容は2014年から2021年にわたり、明石市が川崎重工業に課税した法人市民税について、年度別の課税額が載った書面の画像を添付した上で、法人の収益に応じて計算される法人税割が5年連続で0であったことに対して「『赤字決算なので』との回答だったが、ゼロってなんだかなぁ」と投稿。その10日後に投稿は削除されたが、3月4日の市議会にて自民党の千住啓介に「権力を行使して把握した情報を人質にしている」と批判されたのに対して、泉は「（事業者の）規模、影響力からみて公益性が高いと思ったが、納税情報は慎重に扱うべきだった。今後は気をつけたい」と釈明した。この投稿は地方税法22条に抵触する可能性があり、22条には「地方税の事務の従事者が、知り得た秘密を漏らした場合、2年以下の懲役または100万円以下の罰金」とされている。企業の納税額は秘密に該当し、市長もこの法律の対象とされる。これについて千住は「22条違反ではないか。多くの人が見ており、責任をどう取るのか」と追及し、泉は「税の情報は慎重な取り扱いを必要とし、今後はより慎重にしたい。ただ、法律違反はないと理解している」と答弁した。ただし、川崎重工業からの事前の了承は取っていなかった。これに対して、川崎重工業は「回答する立場になく、特にコメントはない」としている。4月7日、市議会はこの件の調査を行うため百条委員会を設置した。5月27日、公益性を理由に個別企業の課税情報を公開した根拠を問われると、表現の自由を保障する憲法21条を挙げて、「市民の知る権利、行政の透明性のために企業との面談の状況を伝えた。市民の知る権利は民主主義の根幹。プライバシーと公益性のバランスを総合的に判断した」と答えた。 6月30日、「秘密の漏えいに当たる疑いが強い」とし百条委員会の調査報告書について市議会本会議は採決を行い、賛成多数で可決した。8月8日、地方税法違反の疑いがあるとして、明石市議ら33人が神戸地検に告発状を提出した。2023年5月11日、神戸地検は泉を嫌疑不十分で不起訴処分とした。地検は「捜査を尽くしたが、犯罪の構成要件に該当すると認めることは困難だった」としている。

### 副市長2人の辞任に関する報道
2022年9月28日放送の毎日放送「よんチャンTV」の特集にて、同年3月に辞職した宮脇俊夫前副市長、並びに現職の明石市職員のインタビューが報じられた。明石市が買収したJR大久保駅南口の土地売買の過程で、（交渉の難航を理由に）担当する職員を「お前ら不動産会社から金もうてんのか」と侮辱したこと、「人は金と地位と恐怖でしか動かない、特に職員は恐怖で…」などと発言していたことが、宮脇前副市長から証言された。また、辞職した副市長2人は、職員に対する態度を改めるように辞表を持って泉に直談判したものの、「ああ、そうですか」と軽くあしらわれ、職員に対する考え方の違いに耐えられなくなったことが辞任の原因であることを明かした。泉は副市長2人の辞任について「（新年度の区切りである）3月末で新しい体制を、という理解です。それ以上でも以下でもない」などと説明していた。辞任した副市長2名はまだ任期を残しており、宮脇前副市長は新年度から始まる街づくりの指針など、重要政策を担当する中での辞任であった。続けてインタビューに答えた明石市の現役職員2名は、泉が感情を爆発させて大声で職員を畏縮させていたこと、アンガーマネジメントの効果は感じられなかったこと、幹部の人間でも中身を吟味せず泉のイエスマンになっている傾向があると感じる、などと証言した。後日の記者会見にて記者から副市長の辞任理由について改めて尋ねられた泉は「2人から（年度末の区切りだと）そう聞きましたし、そうとしか聞いてない」「クレームも聞いていませんし、不満も聞いていないので」と説明した。また職員に対する侮辱については、口ごもりながらも「だから、それは無いです。趣旨としては『どっち向いとんや』は言ったと思います」と回答した。その後、職員への侮辱行為について、並びに「職員は信頼で管理するべきだ」と副市長から指摘があったという話について、副市長の嘘なのかと問われた泉は、嘘であるとは断じずに、副市長からも職員からもそんな話は聴いていない、3年前の一件もあって気を付けている認識だ、と回答した。また、8月に取材にあたった毎日放送の記者が、市の職員1名と泉市長そして記者の3人が同席した非公開の取材において、泉が侮辱発言について事実だと認めていたこと、そして副市長からの指摘についても認めていたことを述べ、「ただ、昨日の会見ではそれはまるで無かったかのように、全て否定された。少し困惑しているということろです」と証言した。この記者は前述した泉の記者会見にも同席しており、8月のインタビューのメモを取っているがその内容と全く異なる、あのインタビューはなんだったのかと質問したが、泉はこの質問に「金咲さん（取材にあたった記者）のメモに信憑性はないから。だから自分は間違えていない」と答えた。

### 市立小学校の式典会場における発言
2022年10月8日、明石市立二見小学校の創立150周年式典会場で、泉は自身への問責決議案提出を予定する市議の飯田伸子（公明党所属）に顔を近づけ「お前、賛成するなら許さんからな」と3回繰り返した。飯田は精神的ショックから式典後の祝賀会を欠席したという。議長の榎本和夫（自民党会派所属）も「問責なんて出しやがって。ふざけとるんか。お前ら議員なんか（選挙で）落としたるからな」とすごまれた。泉は「内容、言い方とも不適切で2人にはおわびした」と話したが、榎本は「女性に脅迫まがいの発言をするなんてありえない。リーダーとして不適格だ」と訴え、飯田は「謝罪されても許せない」と話しているという。10月12日、不祥事を受けて政治家引退の意向を固めた。

### 旧市立図書館をめぐるSNSでの事実と異なる発言
兵庫県立明石公園内の旧市立図書館が活用されずに空き施設となっている問題を巡り、2023年9月11日、泉がX（旧Twitter）に「斎藤知事から明石市に本日、お詫びの電話があったとのこと。『県からの提案が遅れていて申し訳ない。明石市が検討していただけるなら、ありがたい』との趣旨だったようだ。マスコミの皆さん、よく確認のうえ、報道してくださいね。悪いのは、明石ではありません」と投稿した。12日に斎藤元彦知事は投稿内容を否定し、「誤った内容が数十万人に拡散したのは恐ろしいことで大変遺憾だ」と述べた。泉の投稿は既に削除されている。
県によると、斎藤知事と丸谷聡子市長は11日午後0時50分ごろ、職員が同席する中、電話で協議した。旧市立図書館跡地の活用について直接協議する機会を設けるなど、県と市が協調して進める方針を共有していた。
泉の投稿を受けて県秘書広報室は11日、「事実と異なる記載が見受けられた。知事からおわびをした事実はない」とする申し入れ書を市市長室に提出した。申し入れ書は「市市長室とも事実と異なることを電話で確認したが、改めて文書で申し入れる」とした。
斎藤知事は謝罪やお礼について「全くしていない」と否定。「知事と市長の電話内容が前市長とはいえ外部に伝わり、誤った内容でSNSに拡散した」と市の情報管理にも苦言を呈した。
15日、市は泉に情報が漏れた経緯を調査するため、庁舎内で盗聴器の有無を調べることを明らかにした。市議会の総務常任委員会で、議会側の要求に市幹部が応じた。
泉は16日にXで「複数のマスコミ関係者から連絡があり、その他からも情報提供があり、それら情報を総合的に判断して、電話の件をツイートしたが、また聞きの不確かな情報だったので、その後、削除したという経緯。軽率な対応につき、反省しています。関係者の皆さん、申し訳ありませんでした」と陳謝。また17日には「盗聴なんかするわけないし、荒唐無稽な誹謗中傷ネタにすぎない」と投稿した。
10月5日の市議会総務常任委員会で、市は「盗聴器はなく、市から泉に情報も伝わっていない」とする調査結果を報告。丸谷市長は同委員会で泉の投稿について「県との信頼関係を築いている矢先の出来事で、大変迷惑している」と述べた。

## 著書

### 単著
- 『子どものまちのつくり方 明石市の挑戦』明石書店、2019年2月10日。ISBN 9784750347882。
- 『社会の変え方 日本の政治をあきらめていたすべての人へ』ライツ社、2023年1月31日。ISBN 978-4-909044-39-6。
- 『日本が滅びる前に 明石モデルがひらく国家の未来』集英社、2023年9月15日。ISBN 978-4-08-721279-2。
- 『炎上上等!タブーなき政治の真実 政権交代、始まる』光文社、2024年5月14日。ISBN 978-4-334-10305-7。
- 『さらば! 忖度社会 崖っぷちニッポン改造論』宝島社、2024年7月2日。ISBN 9784299054340。
- 『わが恩師 石井紘基が見破った官僚国家 日本の闇』集英社、2024年9月17日。ISBN 978-4-08-721330-0。

### 共著
- 泉房穂、ひろゆき『少子化対策したら人も街も幸せになったって本当ですか？』KADOKAWA、2023年2月1日。ISBN 9784046059741。
- 泉房穂、鮫島浩『政治はケンカだ! 明石市長の12年』講談社、2023年5月1日。ISBN 978-4065318997。
- 泉房穂、森永卓郎『ザイム真理教と闘う！救民内閣構想―国民負担を減らし、日本を元気にする秘策』ビジネス社、2024年11月。ISBN 9784828426761。

## 出演
- デモクラシータイムス（YouTube、2024年2月5日）
- ぽかぽか（フジテレビ、2024年3月13日）
- ネプリーグ（フジテレビ、2024年6月3日）
- 大竹まこと ゴールデンラジオ!（文化放送、2024年6月10日）
- 爆笑そっくりものまね紅白歌合戦スペシャル（フジテレビ、2024年6月15日）
- す・またん!（読売テレビ、2024年 - ） - 金曜コメンテーター
- たけしのTVタックル（テレビ朝日、2024年 - ） - 不定期準レギュラーコメンテーター
- 垣花正のあなたとハッピー　（ニッポン放送、2024年 - ） - 水曜コメンテーター
- 泉房穂の情熱ラジオ（ニッポン放送、2024年10月4日 - ）

## 選挙歴
| 当落 | 選挙                     | 執行日         | 年齢 | 選挙区       | 政党   | 得票数     | 得票率 | 定数 | 得票順位 /候補者数 | 政党内比例順位 /政党当選者数 |
| ---- | ------------------------ | -------------- | ---- | ------------ | ------ | ---------- | ------ | ---- | ------------------ | ---------------------------- |
| 比当 | 第43回衆議院議員総選挙   | 2003年11月09日 | 40   | 兵庫県第2区  | 民主党 | 8万61票    | 41.49% | 1    | 2/3                | 4/11                         |
| 落   | 第44回衆議院議員総選挙   | 2005年09月11日 | 42   | 兵庫県第2区  | 民主党 | 8万3380票  | 37.80% | 1    | 2/3                | 38/9                         |
| 当   | 2011年明石市長選挙       | 2015年4月24日  | 47   | ーー         | 無所属 | 5万4062票  | 50.03% | 1    | 1/2                | /                            |
| 当   | 2015年明石市長選挙       | 2015年4月26日  | 51   | ーー         | 無所属 | 5万1000票  | 48.74% | 1    | 1/3                | /                            |
| 当   | 2019年明石市長選挙       | 2019年3月17日  | 55   | ーー         | 無所属 | 8万795票   | 70.44% | 1    | 1/3                | /                            |
| 当   | 2019年明石市長選挙       | 2019年4月21日  | 55   | ーー         | 無所属 | ーー票     | ーー   | 1    | /1                 | /                            |
| 当   | 第27回参議院議員通常選挙 | 2025年07月20日 | 61   | 兵庫県選挙区 | 無所属 | 82万2407票 | 30.78% | 3    | 1/13               | /                            |